# Lecompton
Lecompton fut en 1854 la première ville fondée dans les grandes plaines de l'Ouest des États-Unis, dans le Territoire du Kansas, quelques années après la ruée vers l'or en Californie. Elle était appelée à ses débuts Bald Eagle, ou Aigle chauve, avant d'être rebaptisée du nom d'un juge, et fut dès sa création l'épicentre de la bataille entre pro-esclavagisme et antiesclavagisme, appelée Bleeding Kansas, une série d'événements violents, impliquant les free-soilers (antiesclavagistes) et les Border Ruffians, partisans de l'esclavage, entre 1854 et 1858.

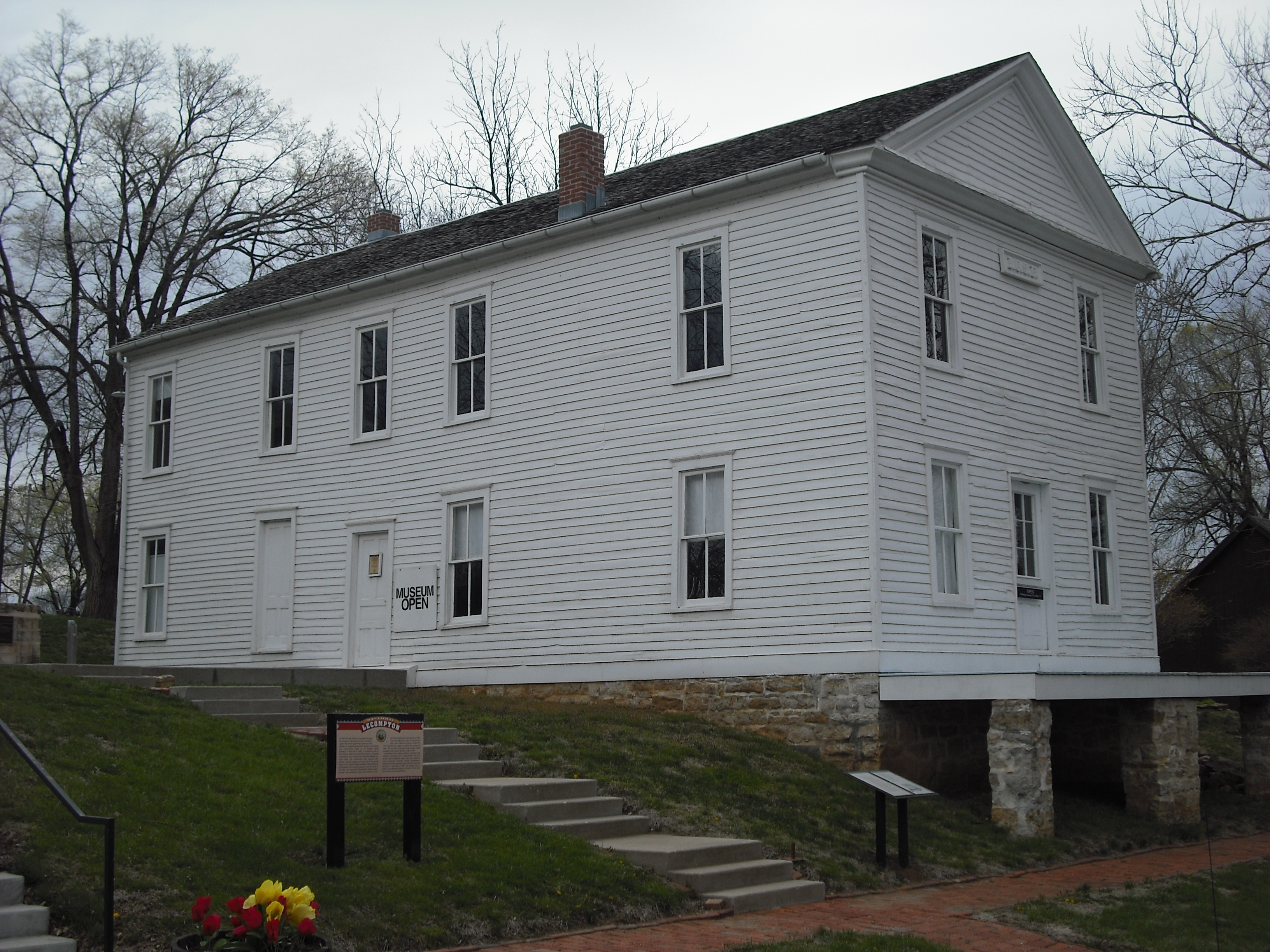
Salle de la Constitution (2009)

Lecompton fut l’ancienne capitale territoriale du Kansas de 1855 à 1861, et pendant une grande partie des années 1850, le siège du comté de Douglas.
C'est dans cette ville que fut votée en 1857 la Constitution de Lecompton, qui a déclaré que le Territoire du Kansas était un État esclavagiste. Parmi les fondateurs de la ville et de cette constitution, Aristide Rodrigue, fils d'une grande famille de réfugiés français de Saint-Domingue en Amérique.